# Scaligeria meifolia
Scaligeria meifolia är en flockblommig växtart som först beskrevs av Edward Fenzl, och fick sitt nu gällande namn av Pierre Edmond Boissier. Scaligeria meifolia ingår i släktet Scaligeria och familjen flockblommiga växter. Inga underarter finns listade i Catalogue of Life.